# Warta
Warta (njem. Warthe, lat. Varta) je rijeka u zapadnoj Poljskoj, pritoka Odre. 
S dužinom od oko 808 km Warta je treća najduža rijeka u zemlji. Njeno porječje ima površinu od 54.529 km².

## Gradovi na rijeci
- Zawiercie
- Myszków
- Częstochowa
- Działoszyn
- Sieradz
- Warta
- Uniejów
- Koło
- Konin
- Pyzdry
- Śrem
- Mosina
- Puszczykowo
- Luboń
- Poznań
- Oborniki
- Obrzycko
- Wronki
- Sieraków
- Międzychód
- Skwierzyna
- Gorzów Wielkopolski
- Kostrzyn nad Odrą

## Vanjske poveznice
|  | Zajednički poslužitelj ima još gradiva o temi Warta |